# Parafia Nawiedzenia Najświętszej Maryi Panny w Łężcach
Parafia Nawiedzenia Najświętszej Maryi Panny w Łężcach – parafia rzymskokatolicka należąca do dekanatu Koźle diecezji opolskiej w metropolii katowickiej. Kościół parafialny zbudowany w latach 1852–1854, mieści się przy ulicy Kościelnej 7a.

## Proboszczowie
| Lista proboszczów parafii Nawiedzenia NMP w Łężcach (po 1945) |                         |
| Okres                                                         | Proboszcz               |
| 1946–1963                                                     | ks. Wiktor Bernaisch    |
| 1963–1971                                                     | ks. Hubert Szydło       |
| 1971–1976                                                     | ks. dr Edward Kucharz   |
| 1976–2002                                                     | ks. Jan Burczyk         |
| 2002–                                                         | ks. Adam Ryszard Rybold |

## Historia parafii
Ze źródeł historycznych wiadomo, ze wieś Łężce wzmiankowana została w 1285, a w dokumencie z 1318 wymieniony jest proboszcz parafii Imeran, co oznacza, że istniał już wówczas kościół, a zatem i parafia . Kościół ówczesny powstał na przełomie XIII i XIV wieku i był pod wezwaniem Wszystkich Świętych. Nieznane są bliższe szczegóły ustanowienia tej parafii, bowiem nie zachowały się żadne dokumenty źródłowe. Wiadomo jest natomiast, że parafia w 1418 była w archiprezbiteracie kozielskim , a w 1447 widnieje w rejestrze świętopietrza, w ramach tego archiprezbiteratu.
Obecny kościół murowany w stylu neogotyckim wzniesiono w latach 1852–1854, który podczas II wojny światowej (1945) uległ znacznemu zniszczeniu . Został on odbudowany staraniem proboszcza ks. Wiktora Bernaischa i ponownie konsekrowany w 1947 . W 1867 parafia (lokalia) była już w archiprezbiteracie Gościęcin, obejmując swoim zasięgiem następujące miejscowości: Łężce, Bytków, Pociękarb oraz Radziejów. W 1886 dodano do terytorium ówczesnej parafii kolonię Wygoda z jej wiernymi.
Stopniowo powiększająca się z upływem lat ludność wsi i okolic, była powodem starań o ustanowienie samodzielnej parafii. W latach 1974–1981 parafia należała do dekanatu gościęcińskiego i obejmowała miejscowości: Łężce, Bytków, Pociękarb i Wygoda. Od 1996 po zmianach terytorialnych dekanatów, parafię włączono do dekanatu kozielskiego. Parafia liczy około 700 wiernych .

## Zasięg parafii
- Bytków
- Łężce
- Pociękarb
- Wygoda